# Zjednoczone Emiraty Arabskie na Letnich Igrzyskach Paraolimpijskich 2008
Zjednoczone Emiraty Arabskie na Letnich Igrzyskach Paraolimpijskich 2008 w Pekinie reprezentowało 7 zawodników (6 mężczyzn i 1 kobieta). Jedyny medal zdobył sztangista Mohamed Khamis Khalaf (srebro). Był to piąty start drużyny ZEA w tej imprezie sportowej.

## Zdobyte medale
| Medal  | Sportowiec            | Dyscyplina           | Konkurencja |
| ------ | --------------------- | -------------------- | ----------- |
| Srebro | Mohamed Khamis Khalaf | podnoszenie ciężarów | do 90 kg    |

## Wyniki

### Lekkoatletyka
Mężczyźni
- Ali Al-Ansari
  - bieg na 100 m T37 – 5. miejsce w biegu eliminacyjnym (12,77 s)[2],
  - bieg na 200 m T37 – 7. miejsce w biegu półfinałowym (25,64 s)[3].
- Mohammad Almehairi
  - pchnięcie kulą F33/F34/F52 – 15. miejsce (9,37 m, 869 punktów)[4],
  - rzut dyskiem F33/F34/F52 – 8. miejsce (33,36 m, 849 punktów)[5],
  - rzut oszczepem F33/F34/F52 – 5. miejsce (28,72 m, 1077 punktów)[6].
- Ibrahim Salim Banihammad
  - bieg na 800 m T54 – 7. miejsce w biegu eliminacyjnym (1:43,00)[7],
  - bieg na 1500 m T54 – 7. miejsce w biegu eliminacyjnym (3:09,96)[8].
- Mohammad Vahdani
  - bieg na 100 m T54 – 7. miejsce w finale (14,58 s)[9],
  - bieg na 200 m T54 – 6. miejsce w finale (26,10 s)[10],
  - bieg na 400 m T54 – 8. miejsce w finale (49,20 s)[11].

Kobiety
- Thuraya Alzaabi
  - rzut dyskiem F32-F34/F51-F53 – 16. miejsce (13,34 m, 698 punktów)[12],
  - rzut oszczepem F33/F34/F52/F53 – 8. miejsce (13,82 m, 973 punkty)[13].

### Podnoszenie ciężarów
- Mohamed Khamis Khalaf – do 90 kg, 2. miejsce (227,5 kg)[14].

### Strzelectwo
- Abdulla Sultan Alaryani
  - karabin dowolny, trzy pozycje, 50 m (SH1) – 14. miejsce (1124 pkt.)[15],
  - karabin pneumatyczny, 10 m (SH1) – 9. miejsce (599 pkt.)[16],
  - karabin dowolny leżąc, 50 m – 14. miejsce (584 pkt.)[17].